# Sandlidgölen
Sandlidgölen är en sjö i Eksjö kommun i Småland och ingår i Emåns huvudavrinningsområde. Sjön är 6,5 meter djup och har en yta på 0,0452 kvadratkilometer.